# Diocèse d'Agboville
Le diocèse d'Agboville (en latin Dioecesis Agbovillensis), est un diocèse  de l'Église catholique romaine situé en Côte d'Ivoire. Son siège épiscopal se trouve à la cathédrale Saint-Jean-Marie-Vianney d'Agboville. Il est suffragant de l'archidiocèse d'Abidjan.

## Histoire
Le diocèse a été érigé par le pape Benoît XVI le 14 octobre 2006, par démembrement du diocèse de Yopougon.

## Territoire
Le diocèse s'étend sur 11 812 km2 dans le sud-est du pays et relève de l'archidiocèse d'Abidjan. Il est limitrophe avec les archidiocèses d'Abidjan et de Yopougon au sud, de Gagnoa à l'ouest, de Yamoussoukro au nord et d'Abengourou à l'est 